# スタートレック:ヴォイジャー
『スタートレック:ヴォイジャー』（Star Trek: Voyager 、略称VGRまたはVOY）は、アメリカのSFメディア・フランチャイズ『スタートレック』の4作目のテレビドラマシリーズである。1995年から2001年にかけて放映された。7シーズン全172話。

## 概要
24世紀後半、惑星連邦宇宙艦隊のキャスリン・ジェインウェイ艦長が指揮する最新鋭宇宙艦U.S.S.ヴォイジャーが、銀河の反対側から故郷を目指して長い旅をするストーリーである。
地球への帰還という明確な目標の下、未知の領域で数々の異星人文明や宇宙現象と出遭っていくSF冒険ドラマである。帰還の過程での未知の種族・社会との遭遇や、危険な領域をあえて通らざるを得ない場面に様々なドラマが生まれた。

## ストーリー
2371年、U.S.S.ヴォイジャーは、プラズマストームが荒れ狂う難所「バッドランド」にて消息を絶った、惑星連邦とカーデシア連合の和平に反発するレジスタンス組織「マキ」の一派の追跡任務を受ける。しかし、その途中で正体不明のテトリオンビームに捕獲され、一瞬にして地球からおよそ75,000光年彼方のデルタ宇宙域深部に飛ばされてしまう。
U.S.S.ヴォイジャーを捕えたのは「管理者」と呼ばれるエイリアンと彼の「アレイ型ステーション」であったが、その後管理者は寿命が尽き死亡。管理者不在のステーションの残存が、近隣のオカンパ人文明の安全を脅かすと判断したジェインウェイ艦長はステーションを破壊することを決意する。しかし同時にそれは帰還手段をも破壊することであり、結果としてヴォイジャーはデルタ宇宙域深部に取り残されてしまう。ジェインウェイ艦長は同じく捕えられていたマキのメンバーをクルーに迎え入れ、ヴォイジャーの最高ワープ速度をもってしても70年以上かかる地球までの道のりを旅することになった。

## 特徴
VOYはオリジナルシリーズ『宇宙大作戦(TOS)』の精神を色濃く受け継いでおり、初の女性艦長、『新スタートレック(TNG)』や『スタートレック:ディープ・スペース・ナイン(DS9)』で取りざたされていたレジスタンス組織「マキ」、人気のある敵性種族「ボーグ集合体」、ジャン＝リュック・ピカード艦長を悩ませていた「Q連続体」など、それまでのシリーズにも登場した要素も掘り下げられて描かれている。また『スタートレック』の登場人物が、放映当時のアメリカにタイムトラベルする劇場版第4作『スタートレックIV 故郷への長い道』の展開を元にした第50、51話「29世紀からの警告」など、過去に人気のあったエピソードをモデルにした話も見られる。さらにTNGや、DS9と舞台となる時代設定が同一であり、それらと関連した登場人物や事件が描かれている第47話「救世主フェレンギ」などのエピソードもある。またDS9のシーズン3～7とVOYのシーズン1～5は劇中の時間とドラマの放映期間が重なっている。
シーズン1ではエリート士官である宇宙艦隊のクルーと、マキに所属していたのクルーが対立するエピソードがしばしば見られるが、マキは艦隊のルールに徐々に適応し、艦隊のクルーも歩み寄る姿勢を見せる等、一致団結して困難に立ち向かう姿が描かれるようになる。
シーズン3中盤には、現地の情勢に通じたニーリックスの知識の及ばない領域に突入し、シーズン3終盤にはTNGや映画にも登場した危険な敵性種族「ボーグ」の本拠地ユニマトリックス・ワンに差し掛かる。同時期にはDS9にてドミニオン戦争が激化しており、同時放映されていた両シリーズは緊迫の展開となっていった。
シーズン4からは元ボーグの新キャラクター、セブン・オブ・ナインが登場。敵であるボーグが仲間に加わることでドラマは大きな転機を迎える。シーズン5では宿敵ボーグ・クイーンが登場し、ジェインウェイ艦長との対決も見どころのひとつとなる。以降シーズン7までボーグに遭遇する機会が増え、謎に包まれていたボーグの生態も描かれることになった。

## 登場人物
U.S.S.ヴォイジャーのクルーは生粋の宇宙艦隊士官だけではなく、レジスタンス組織であるマキ出身の暫定士官が1/4ほどを占める。マキ出身者には階級も暫定的に与えられており、正規のものとは違う形の階級章をつけている。シーズン1ではアウトローのマキのクルーと、エリート士官然とした宇宙艦隊クルーとの対立シーンが見られるが（第3話「ブラックホールからの脱出」、第11話「裏切り者」、第16話「バイオ神経回路」等）、不評であったために早々に見られなくなり、代わりに困難に対して一致団結する姿が描かれるようになった。

### レギュラー
- キャスリン・ジェインウェイ
  - 演 - ケイト・マルグルー（松岡洋子）
  - 階級は大佐。U.S.S.ヴォイジャー艦長。地球人女性。『スタートレック』シリーズ初の女性艦長主人公。中佐時代はU.S.S.アルバターニに勤務する青い制服の科学士官であったが、当時の上官オーウェン・パリス艦長に指揮能力を見出され、赤い制服の指令部門へ転属したという艦長としては異色の経歴の持ち主。人が集まれば自然とリーダーシップを求められる女性。洞察力が鋭く、ヴォイジャーを陥れようとする数々の策略を看破する。科学技術への造詣があり深く科学を信奉するものの、第49話「聖霊の怒り」以降は宗教・芸術的な感性も磨くようになる。
  - なお、キャスリン・ジェインウェイ艦長は当初ニコール・ジェインウェイ艦長という役名であり、ジュヌヴィエーヴ・ビュジョルドという女優がその役を射止めたが、数シーンの撮影のみで降板し、代わりに『ミセス・コロンボ』で有名なケイト・マルグルーが抜擢されたという経緯がある。
  - ヴォイジャー帰還後、提督（中将）に昇進しており劇場版第10作『ネメシス/S.T.X』にカメオ出演する。『スタートレック:ピカード』シーズン2、3には名前だけ登場。
  - トム・パリス、セブン・オブ・ナインらと同様、VOY終了から20年を経てCGアニメシリーズ『スタートレック：プロディジー』のU.S.S.プロトスターNX-76884の訓練アドバイザーホログラムとして登場する。本人も中将として登場し、U.S.S.ドーントレスに座乗し、プロトスターを追跡する任務に当たっている。『スタートレック：プロディジー』シーズン1フィナーレにおいて、自身のホログラムからダル達5人の後見人を引き継ぐ形となり、艦隊士官として鍛えていくことを決意した。
  - 『スタートレック：ヴォイジャー』最終話、『スタートレック：プロディジー』第1話によると、宇宙艦隊史上最も多くの勲章を授けられた士官である。

- チャコティ
  - 演 - ロバート・ベルトラン（石塚運昇）
  - 階級は少佐。ヴォイジャーの副長。地球人男性。元宇宙艦隊士官だったが退役し、マキのメンバーとなっていた。カーデシア国境の非武装宙域出身で、ネイティブアメリカンの血を引く。これは、『新スタートレック』第172話「新たなる旅路」に登場した惑星連邦領とカーデシア領の領土交換の犠牲となったドーバン5号星との関連を匂わせるものだが、この星出身という明確な設定はない。頑固で無茶をしがちなジェインウェイ艦長を支え、時に止める女房役。
  - ヴォイジャー帰還から約6年後『スタートレック：プロディジー』によると、正式に復隊し大佐に昇進している様子がプロトスター内の記録映像にて描かれている。

- ベラナ・トレス
  - 演 - ロクサン・ドースン（五十嵐麗）
  - 階級は中尉。ヴォイジャーの機関主任。元マキのメンバー。地球人の父とクリンゴン人の母を持つ。ジェインウェイ艦長と並びシリーズ初の女性機関主任。優秀な学生であったものの母譲りの激しい気性のため、宇宙艦隊アカデミーを中退する。熱しやすい性格であるものの、ジェインウェイ艦長に匹敵する科学知識を持ち機転が利く有能なエンジニア。しかし宇宙艦隊の最新鋭船での責任のあるポストを意外にもそつなく務めており、セブンとの会話でそのことに気づき自身で驚く場面もある。
  - 屈強な戦闘民族であるクリンゴン人のベラナが機関主任、科学技術と論理的思考を最重視するバルカン人のトゥヴォックが戦術・保安主任という、従来の種族イメージとは正反対の役職となっている。

- トゥヴォック
  - 演 - ティム・ラス（青山穣）
  - 階級は大尉（第73話で少佐に昇進）。ヴォイジャーの戦術・保安主任、第2副長。バルカン人男性で年齢はシーズン1時点で地球年で107歳(地球年で112歳時の143話「帰ってきたケス」でジェインウェイ艦長に「（バルカン年で）3桁までもうすぐ」と言われる)。ジェインウェイ艦長とは一番付き合いが長く信頼されている士官で、宇宙艦隊アカデミーの教官を務めていたこともある。キャリアと比較して階級が低めなのは、一時宇宙艦隊を離れていたため。ヴォイジャーでは参謀役であり、また船内や寄港した星での犯罪捜査なども行う。
  - トゥヴォック役のティム・ラスは、『新スタートレック』や映画に何回か出演経験があるベテラン『スタートレック』俳優である。トゥヴォックは『スタートレック：ディープ・スペース・ナイン』第65話「鏡の裏のシスコ」にゲスト出演しており、日本語吹き替えを担当した声優の青山穣は、「実はトゥヴォックを最初に演じたのはヴォイジャーではなくDS9だった」と座談会で語っている。
  - シリーズ終了から20年を経て、ヴォイジャー帰還から約3年後の『スタートレック:ローワー・デッキ』第21話「自宅待機」にゲスト出演(セリフ無し)、中佐に昇進している様子が描かれている。
  - 『スタートレック:ピカード』第27話において2401年時点で大佐になっている様子が描かれている。

- トーマス・ユージン・パリス
  - 演 - ロバート・ダンカン・マクニール（森川智之）
  - 階級は中尉。ヴォイジャーの主任操舵士。地球人男性。ジェインウェイ艦長の中佐時代の上官であるオーウェン・パリス提督の息子。有能で面倒見のよい男であるが、不祥事を起こして服役していた元宇宙艦隊士官。ジェインウェイ艦長にスカウトされやり直すチャンスを与えられる。友情に厚い悪友タイプ。
  - 彼は『新スタートレック』第119話「悲しみのアカデミー卒業式」に登場したニック・ロカルノ候補生の設定をほぼそのまま踏襲したキャラクターであり、演者も同じロバート・ダンカン・マクニールである。
  - ジェインウェイ、セブン・オブ・ナイン同様シリーズ終了から20年を経て、ヴォイジャー帰還から約3年後の『スタートレック:ローワー・デッキ』第13話「永遠のトム・パリス」にゲスト出演、正式に復隊し大尉に昇進している様子が描かれている。

- ハリー・キム
  - 演 - ギャレット・ウォン（真殿光昭）
  - 階級は少尉。ヴォイジャーの主任オペレーター（シールド、センサー、艦内システムを管理する）。地球人男性。アカデミーを卒業したての新人クルー。将来は艦長になるであろう模範的な秀才キャラクターで、パリスとは対照的な存在だが親友同士。船のメンテナンス等のエンジニアのような仕事をしている場面も多く見られる他、夜勤の指揮官も担当し、経験が浅いながらマルチに仕事をこなす。

- ドクター
  - 演 - ロバート・ピカード（中博史）
  - 階級なし。医療主任。光子とフォースフィールドで構築された最新型のAIホログラフィックドクター「緊急用医療ホログラム 」。デルタ宇宙域に移動させられた際の船体ダメージで正規の医療主任が死亡したために緊急時用のホロドクターが医療主任を任されることになった。当初はAIということからコミュニケーション能力や一般常識に欠け、クルーの彼に対する態度も「道具扱い」であった。しかしトレス中尉やケスらの協力で徐々に人間性を深め、拡張プログラムで様々なスキルを身に着けていく。
  - DS9第114話「ジュリアンの秘密」と劇場版第8作『スタートレック ファーストコンタクト』でカメオ出演。EMHというシステム自体は『スタートレック:ピカード』でも登場し、医療目的以外の操縦ホログラムやエンジニアホログラムも見られる。

- ニーリックス
  - 演 - イーサン・フィリップス（長島雄一）
  - 階級なし。アレイ型ステーション近くに居住していた流浪のタラクシア人男性。士気士官を自称しているヴォイジャーのムードメーカー。序盤は現地ガイドとしてデルタ宇宙域深部の種々の情報（資源のある星、遭遇した異星人の性質等）を提供できるとジェインウェイ艦長に自らを売り込んだ。主に第2デッキの食堂で調理人をしているが、人懐こい性格をもっての異星人との交渉なども担当。最終話直前の第169話「帰り行く処」で退艦。
  - イーサン・フィリップスは劇場版第8作で、ホロデッキのキャラクター役でノーメイクで出演している。

- ケス
  - 演 - ジェニファー・リーン（小林優子）
  - 階級なし。医療助手。アレイ型ステーション近くのオカンパ星に居住していたオカンパ人女性。寿命が7年という短命の種族だが潜在的に超能力を持つ。当初はニーリックスの恋人であったが後に別れる。第70話「ケスとの別れ」でセブン・オブ・ナインと入れ替わりで退艦。
  - ケスは第3シーズンまでのレギュラーであり、第4シーズンの第69・70話はケスが重要な役回りをするエピソードであるものの、クレジットでは演者のジェニファー・リーンはすでにゲスト扱いとなっている。ケスの離脱理由はジェニファー・リーンに原因があったのではなく、DVDの特典映像によれば「敵であるボーグをクルーに加えたら……」というアイデアを実現したかったというプロデューサーの意向である。

- セブン・オブ・ナイン
  - 演 - ジェリー・ライアン（沢海陽子）
  - 階級なし。元ボーグの天体測定士で愛称はセブン。地球人女性で本名はアニカ・ハンセン。4歳の時にボーグ研究に没頭する科学者の両親・ハンセン夫妻に連れられ、小型科学調査船U.S.S.レイブンで連邦宇宙基地から深宇宙へ旅立つ。その後ハンセン夫妻が発見したボーグ船のトランスワープに便乗、デルタ宇宙域深部に到達する。しかしながら6歳の誕生日に両親とともにボーグに同化され以降18年間をボーグドローンとして過ごす。第68・69話「生命体8472」 から登場し、ボーグインプラントを取り外してヴォイジャーのクルーの一員となる。「セブンの失った人間性を取り戻す」というテーマはVOY後半のひとつの目的ともなっており、ボーグ由来の頭脳と有能さとは対照的なコミュニケーション能力と一般常識の欠落ぶりが面白く、彼女は屈指の人気キャラクターとなる。
  - ジェインウェイ、パリス同様本作終了から20年を経て『スタートレック:ピカード』に登場する。シーズン1ではサブレギュラーとして宇宙艦隊には所属しないものの自警団「フェンリスレンジャー」に参加し、艦隊の目の届かない部分の治安維持に努める活動している。シーズン2はメインとなりピカード提督らとともに行動する。ヴォイジャーの地球帰還後、宇宙艦隊に入隊を申請するが、ボーグであることを理由に却下され、セブンを擁護したジェインウェイが艦隊から辞職を要求されたことから身を引いたことが明かされた。シーズン3にて正式に宇宙艦隊に入隊。階級は中佐。ネオコンスティテューション級宇宙艦のU.S.S.タイタンNCC-80102-Aの副長を務める。
  - PIC最終話において、U.S.S.エンタープライズNCC-1701-Gの艦長に就任する。

### サブレギュラークルー
- ジョセフ・ケアリー
  - 演 - ジョシュ・クラーク（英語版）（坂東尚樹）
  - 大尉。機関部員。地球人男性。死亡した本来の機関主任に代わる機関主任選抜で、トレスと共に候補に挙がった宇宙艦隊士官（第3話「ブラックホールからの脱出」）。その後は部下としてトレスと協働する。第167話「終焉の星」で死亡。

- サマンサ・ワイルドマン
  - 演 - ナンシー・ハウアー（石塚理恵）
  - 少尉。生物学士官。地球人女性。ヴォイジャーで出産した最初の士官（第37話「二つのヴォイジャー」）。夫は宇宙基地ディープ・スペース・ナインに勤務するクタリア人。

- ナオミ・ワイルドマン
  - 演 - スカーレット・ポマーズ（永迫舞）
  - ヴォイジャーで生まれたサマンサ・ワイルドマンの娘。地球人とクタリア人のハーフ。セブン・オブ・ナインに興味を持ち仕事場に出入りしたりゲームをしたりと友好関係を築いていくセブンの可愛い相棒。またヴォイジャーに子供が乗船した場合の対応も担当。名づけ親はニーリックス。

- ホーガン
  - 演 - サイモン・ビリッグ（古田信幸）
  - 元マキの機関部員。地球人男性。機関室に訪れるニーリックスにいろいろ教えてくれた親切なクルー（第36話「パリスの裏切り」）。上陸した惑星に生息する巨大な爬虫類に捕食されて死亡（第43話「ケイゾン総攻撃（後編）」）。後に遺体はヴォス人により発見される（第65話「遠隔起源説」）。

- ヴォーラック
  - 演 - アレキサンダー・エンバーグ[1]（森田順平）
  - 少尉。機関部員。バルカン人男性。何度か顔を出すモブ機関員であるが、自身に初めて訪れたポンファー（発情期）で騒動を巻き起こす。（第59話「ボーグ・キューブ」）
  - 以降は度々登場し、出演シーンこそ短いものの、彼本来の礼儀正しくも柔軟な思考を持つヴァルカン人としての言動を見ることが出来ていた。
  - 『新スタートレック』第167話「若き勇者たち」に出演していたトーリクとは双子との設定がある。
  - 第167話「終焉の星」にて、サマンサ・ワイルドマンと共に、死亡するキャラクター候補となっていた。

- マイケル・ジョナス
  - 演 - ラファエル・スバージ（樫井笙人）
  - 元マキの機関部員。地球人男性。序盤においてヴォイジャー内から密かにセスカと通じていたスパイ。第32話「パリスの裏切り」で裏切りが発覚し、ニーリックスとの格闘の末に死亡した。

- ロン・スーダー
  - 演 - ブラッド・ドゥーリフ（山路和弘）
  - 機関部員。元マキのメンバー。ベタゾイド男性。他のクルーを殺害したため、地球帰還まで自室に拘禁されることになる。トゥヴォックとの精神融合後は殺人衝動を制御出来るようになり、本来のベタゾイド人らしく穏やかな性格を取り戻していたが、後にヴォイジャーがケイゾンに乗っ取られた際、艦を取り戻すために戦い、命を落とした。（第43話「ケイゾン総攻撃　後編」）

- アヤラ
  - 保安部員。地球人男性。元「マキ」のメンバー。登場回数は非常に多いが、セリフは非常に少ない。

- イチェブ
  - 演 - マヌ・インティライミ（英語版）（小上裕通）
  - 元ボーグのブルナリ人の優秀な少年。第136話「遺棄されたボーグ」で、遺棄されたボーグ・キューブからヴォイジャーのクルーたちによって救出された。同じく救助されたメゾッティらボーグチルドレンが里親に引き取られた後もヴォイジャーに残り、宇宙艦隊への入隊を目指す。『スタートレック:ピカード』にも登場し、USSコールマンの科学士官(階級:大尉)であったが非合法組織に拉致され、セブンによる救助が間に合わずその際に死亡。

### その他の登場人物
- セスカ
  - 演 - マーサ・ハケット（藤木聖子）
  - カーデシア人。ベイジョー人に変装してマキに潜入した、カーデシアのスパイ（第11話「裏切り者」）。ジェインウェイの姿勢に反発し、ケイゾン・ニストリムのカラと結託。幾度となくヴォイジャーを苦しめ、最終的には艦を乗っ取るが返り討ちに遭い死亡（第43話「ケイゾン総攻撃（後編）」）。死亡後もホログラムとして登場したり（第67話「反乱」）、ヴォイジャーが時空断裂に遭遇した際の総集編的なエピソード（第157話「対決する時空」）に登場する変わったキャラクター。

- カラ
  - 演 - ジャー・クルーフ（立木文彦）
  - ケイゾン人。ケイゾン・ニストリムのファースト・マージ（部族長）。野心的で攻撃的な人物。

- ボーグ・クイーン
  - 演 - スザンナ・トンプソン、アリス・クリーグ（榊原良子）
  - 第109話「ボーグ暗黒フロンティア計画」で初登場。広大なボーグ領域と数兆体ものボーグドローンを従えるボーグ集合体の支配者で、ジェインウェイ艦長の宿敵キャラクター。普通のドローンと異なり自我を持ち、詩人のようなひねりの利いた言い回しをする。第109話と146話「聖域ユニマトリックス・ゼロ」に登場するクイーンはスザンナ・トンプソンだが、最終話に登場するのは劇場版第8作でクイーンを演じたアリス・クリーグである。

- レジナルド・バークレー
  - 演 - ドワイト・シュルツ（堀内賢雄、岩崎ひろし）
  - TNGおよび『ファーストコンタクト』から引き続いて登場。エンタープライズEから地球の宇宙艦隊本部付きへ異動している。ヴォイジャーの帰還プロジェクトであるパスファインダー計画に参加。

## エピソード
アメリカでは1995年1月16日から 2001年5月23日にかけて7シーズン放送された。

### シーズン1
| #  | #  | 日本語版の題名           | 原題                   | アメリカ放送日 |
| -- | -- | ------------------------ | ---------------------- | -------------- |
| 1  | 1  | 遥かなる地球へ (前編）   | The Caretaker, Part I  | 1995年1月16日  |
| 2  | 2  | 遥かなる地球へ (後編）   | The Caretaker, Part II | 1995年1月16日  |
| 3  | 3  | ブラックホールからの脱出 | Parallax               | 1995年1月23日  |
| 4  | 4  | 24時間の過去             | Time and Again         | 1995年1月30日  |
| 5  | 5  | 盗まれた臓器             | Phage                  | 1995年2月6日   |
| 6  | 6  | 星雲生命体を救え         | The Cloud              | 1995年2月13日  |
| 7  | 7  | ワームホールの崩壊       | Eye of the Needle      | 1995年2月20日  |
| 8  | 8  | 殺された者の記憶         | Ex Post Facto          | 1995年2月27日  |
| 9  | 9  | 来世への旅               | Emanations             | 1995年3月13日  |
| 10 | 10 | 転送4万光年              | Prime Factors          | 1995年3月20日  |
| 11 | 11 | 裏切り者                 | State of Flux          | 1995年4月10日  |
| 12 | 12 | 英雄伝説                 | Heroes and Demons      | 1995年4月24日  |
| 13 | 13 | 幽体離脱                 | Cathexis               | 1995年5月1日   |
| 14 | 14 | 二人のトレス             | Faces                  | 1995年5月8日   |
| 15 | 15 | 殺人兵器メトリオン       | Jetrel                 | 1995年5月15日  |
| 16 | 16 | バイオ神経回路           | Learning Curve         | 1995年5月22日  |

1. ↑  Netflixでは前エピソードとまとめられ、以降のエピソード番号はずれる

### シーズン2
| #  | #  | 日本語版の題名         | 原題                  | アメリカ放送日 |
| -- | -- | ---------------------- | --------------------- | -------------- |
| 17 | 1  | ミッシング1937         | The 37s               | 1995年8月28日  |
| 18 | 2  | ケイゾン戦士誕生       | Initiations           | 1995年9月4日   |
| 19 | 3  | ホログラム             | Projections           | 1995年9月11日  |
| 20 | 4  | 繁殖期エロジウム       | Elogium               | 1995年9月18日  |
| 21 | 5  | 現実への脱出           | Non Sequitur          | 1995年9月25日  |
| 22 | 6  | 空間変動波             | Twisted               | 1995年10月2日  |
| 23 | 7  | 地獄の星               | Parturition           | 1995年10月9日  |
| 24 | 8  | ボーサ人の攻撃         | Persistence of Vision | 1995年10月30日 |
| 25 | 9  | 天の精霊               | Tattoo                | 1995年11月6日  |
| 26 | 10 | 管理者サスピリア       | Cold Fire             | 1995年11月13日 |
| 27 | 11 | ケイゾンの謀略         | Maneuvers             | 1995年11月20日 |
| 28 | 12 | レジスタンス           | Resistance            | 1995年11月27日 |
| 29 | 13 | ユニット3947           | Prototype             | 1996年1月15日  |
| 30 | 14 | 平和協定               | Alliances             | 1996年1月22日  |
| 31 | 15 | 限界速度ワープ10       | Threshold             | 1996年1月29日  |
| 32 | 16 | 殺人犯スーダ           | Meld                  | 1996年2月5日   |
| 33 | 17 | 惑星破壊ミサイル       | Dreadnought           | 1996年2月12日  |
| 34 | 18 | Q1、Q2                 | Death Wish            | 1996年2月19日  |
| 35 | 19 | ドクターの恋           | Lifesigns             | 1996年2月26日  |
| 36 | 20 | パリスの裏切り         | Investigations        | 1996年3月13日  |
| 37 | 21 | 二つのヴォイジャー     | Deadlock              | 1996年3月18日  |
| 38 | 22 | 怯える子供達           | Innocence             | 1996年4月8日   |
| 39 | 23 | 悪夢の世界             | The Thaw              | 1996年4月29日  |
| 40 | 24 | トゥーヴィックス       | Tuvix                 | 1996年5月6日   |
| 41 | 25 | ヴィディア人の協力     | Resolutions           | 1996年5月13日  |
| 42 | 26 | ケイゾン総攻撃 (前編） | Basics, Part I        | 1996年5月20日  |

### シーズン3
| #  | #  | 日本語版の題名           | 原題                  | アメリカ放送日 |
| -- | -- | ------------------------ | --------------------- | -------------- |
| 43 | 1  | ケイゾン総攻撃 (後編）   | Basics, Part II       | 1996年9月4日   |
| 44 | 2  | 伝説のミスター・カトー   | Flashback             | 1996年9月11日  |
| 45 | 3  | 地獄星からの脱出         | The Chute             | 1996年9月18日  |
| 46 | 4  | ドクターのオーバーロード | The Swarm             | 1996年9月25日  |
| 47 | 5  | 救世主フェレンギ         | False Profits         | 1996年10月2日  |
| 48 | 6  | 偽善者の楽園             | Remember              | 1996年10月9日  |
| 49 | 7  | 聖霊の怒り               | Sacred Ground         | 1996年10月30日 |
| 50 | 8  | 29世紀からの警告 (前編） | Future's End, Part I  | 1996年11月6日  |
| 51 | 9  | 29世紀からの警告 (後編） | Future's End, Part II | 1996年11月13日 |
| 52 | 10 | 暴君の星                 | Warlord               | 1996年11月20日 |
| 53 | 11 | レディQ                  | The Q and the Grey    | 1996年11月27日 |
| 54 | 12 | 巨大ウィルス             | Macrocosm             | 1996年12月11日 |
| 55 | 13 | 密売人                   | Fair Trade            | 1997年1月8日   |
| 56 | 14 | ホログラムの反乱         | Alter Ego             | 1997年1月15日  |
| 57 | 15 | 霊界からの誘い           | Coda                  | 1997年1月29日  |
| 58 | 16 | 消えた村の謎             | Blood Fever           | 1997年2月5日   |
| 59 | 17 | ボーグ・キューブ         | Unity                 | 1997年2月12日  |
| 60 | 18 | ドクターの内なる闇       | Darkling              | 1997年2月19日  |
| 61 | 19 | 謎の小惑星               | Rise                  | 1997年2月26日  |
| 62 | 20 | 女たちの星               | Favorite Son          | 1997年3月19日  |
| 63 | 21 | 9才のケス                | Before and After      | 1997年4月9日   |
| 64 | 22 | ドクターの家庭           | Real Life             | 1997年4月23日  |
| 65 | 23 | 遠隔起源説               | Distant Origin        | 1997年4月30日  |
| 66 | 24 | 消えていくクルー達       | Displaced             | 1997年5月7日   |
| 67 | 25 | 反乱                     | Worst Case Scenario   | 1997年5月14日  |
| 68 | 26 | 生命体8472 (前編）       | Scorpion, Part I      | 1997年5月21日  |

### シーズン4
| #  | #  | 日本語版の題名               | 原題                      | アメリカ放送日 |
| -- | -- | ---------------------------- | ------------------------- | -------------- |
| 69 | 1  | 生命体8472 (後編）           | Scorpion, Part II         | 1997年9月3日   |
| 70 | 2  | ケスとの別れ                 | The Gift                  | 1997年9月10日  |
| 71 | 3  | 名誉の日                     | Day of Honor              | 1997年9月17日  |
| 72 | 4  | ヴォリ防衛隊第4分隊          | Nemesis                   | 1997年9月24日  |
| 73 | 5  | 生命なき反乱                 | Revulsion                 | 1997年10月1日  |
| 74 | 6  | 心の傷を越えて               | The Raven                 | 1997年10月8日  |
| 75 | 7  | D.N.A.に刻まれた悪夢         | Scientific Method         | 1997年10月29日 |
| 76 | 8  | 時空侵略戦争 (前編）         | Year of Hell, Part I      | 1997年11月5日  |
| 77 | 9  | 時空侵略戦争 (後編）         | Year of Hell, Part II     | 1997年11月12日 |
| 78 | 10 | 心の罪を裁く星               | Random Thoughts           | 1997年11月19日 |
| 79 | 11 | 宇宙を飛んだダ・ヴィンチ     | Concerning Flight         | 1997年11月26日 |
| 80 | 12 | 大いなる森への旅             | Mortal Coil               | 1997年12月17日 |
| 81 | 13 | 夢を呼ぶ夢                   | Waking Moments            | 1998年1月14日  |
| 82 | 14 | プロメテウスの灯を求めて     | Message in a Bottle       | 1998年1月21日  |
| 83 | 15 | 宇宙の闇に棲む狩人           | Hunters                   | 1998年2月11日  |
| 84 | 16 | 超獣生命体VS狩猟星人         | Prey                      | 1998年2月18日  |
| 85 | 17 | 呼び起こされた記憶の悲劇     | Retrospect                | 1998年2月25日  |
| 86 | 18 | 史上最大の殺戮ゲーム (前編） | The Killing Game, Part I  | 1998年3月4日   |
| 87 | 19 | 史上最大の殺戮ゲーム (後編） | The Killing Game, Part II | 1998年3月4日   |
| 88 | 20 | 人体を渡り歩く異星人         | Vis à Vis                 | 1998年4月8日   |
| 89 | 21 | 戦慄！ オメガ破壊指令        | The Omega Directive       | 1998年4月15日  |
| 90 | 22 | 姿なき追跡者                 | Unforgettable             | 1998年4月22日  |
| 91 | 23 | 700年後の目撃者              | Living Witness            | 1998年4月29日  |
| 92 | 24 | 人を呼ぶ流動生命体           | Demon                     | 1998年5月6日   |
| 93 | 25 | 放射能星雲の孤独             | One                       | 1998年5月13日  |
| 94 | 26 | 裏切られたメッセージ         | Hope and Fear             | 1998年5月20日  |

### シーズン5
| #   | #  | 日本語版の題名                   | 原題                     | アメリカ放送日 |
| --- | -- | -------------------------------- | ------------------------ | -------------- |
| 95  | 1  | 暗黒の汚染空間                   | Night                    | 1998年10月14日 |
| 96  | 2  | 新生ボーグの悲劇                 | Drone                    | 1998年10月21日 |
| 97  | 3  | 心は闘いに傷ついて               | Extreme Risk             | 1998年10月28日 |
| 98  | 4  | 偽造された地球                   | In the Flesh             | 1998年11月4日  |
| 99  | 5  | 火山惑星からの帰還               | Once Upon a Time         | 1998年11月11日 |
| 100 | 6  | 過去を救いに来た男               | Timeless                 | 1998年11月18日 |
| 101 | 7  | 遥かなるボーグの記憶             | Infinite Regress         | 1998年11月25日 |
| 102 | 8  | 寄生生命体の恐怖                 | Nothing Human            | 1998年12月2日  |
| 103 | 9  | 水の惑星に消えた夢               | Thirty Days              | 1998年12月9日  |
| 104 | 10 | 偽りの亡命者                     | Counterpoint             | 1998年12月16日 |
| 105 | 11 | ドクター心の危機                 | Latent Image             | 1999年1月20日  |
| 106 | 12 | 侵略されたホロデッキ             | Bride of Chaotica!       | 1999年1月27日  |
| 107 | 13 | ブラックホールと共に消えた恋     | Gravity                  | 1999年2月3日   |
| 108 | 14 | 夢を食う謎のワームホール         | Bliss                    | 1999年2月10日  |
| 109 | 15 | ボーグ暗黒フロンティア計画Part 1 | Dark Frontier, Part I    | 1999年2月17日  |
| 110 | 16 | ボーグ暗黒フロンティア計画Part 2 | Dark Frontier, Part II   | 1999年2月17日  |
| 111 | 17 | 自由は愛をも越えて               | The Disease              | 1999年2月24日  |
| 112 | 18 | 崩壊空間の恐怖                   | Course: Oblivion         | 1999年3月3日   |
| 113 | 19 | 眩惑のカオス・スペース           | The Fight                | 1999年3月24日  |
| 114 | 20 | 頭脳集団クロスの陰謀             | Think Tank               | 1999年3月31日  |
| 115 | 21 | 憎しみはコロナの果てに           | Juggernaut               | 1999年4月26日  |
| 116 | 22 | 誰かが君に恋してる               | Someone to Watch Over Me | 1999年4月28日  |
| 117 | 23 | 甦るジェィンウェイ家の秘密       | 11:59                    | 1999年5月5日   |
| 118 | 24 | 過去に仕掛けられた罪             | Relativity               | 1999年5月12日  |
| 119 | 25 | 乗っ取られたドクター             | Warhead                  | 1999年5月19日  |
| 120 | 26 | 異空生命体を呼ぶ者達 パートI     | Equinox, Part I          | 1999年5月26日  |

1. ↑  Netflixでは前エピソードとまとめられ、以降のエピソード番号はずれる

### シーズン6
| #   | #  | 日本語版の題名                     | 原題                        | アメリカ放送日 |
| --- | -- | ---------------------------------- | --------------------------- | -------------- |
| 121 | 1  | 異空生命体を呼ぶ者達 パートII      | Equinox, Part II            | 1999年9月22日  |
| 122 | 2  | ボーグの絆を求めて                 | Survival Instinct           | 1999年9月29日  |
| 123 | 3  | さまよえるクリンゴンの魂           | Barge of the Dead           | 1999年10月6日  |
| 124 | 4  | 幻の指揮官                         | Tinker, Tenor, Doctor, Spy  | 1999年10月13日 |
| 125 | 5  | アリスの誘惑                       | Alice                       | 1999年10月20日 |
| 126 | 6  | 魂を探した男                       | Riddles                     | 1999年11月3日  |
| 127 | 7  | 亜空間制圧戦争                     | Dragon's Teeth              | 1999年11月10日 |
| 128 | 8  | 電磁空間アレース4                  | One Small Step              | 1999年11月17日 |
| 129 | 9  | 果てしなき疑惑                     | The Voyager Conspiracy      | 1999年11月24日 |
| 130 | 10 | 遥か彼方からの声                   | Pathfinder                  | 1999年12月1日  |
| 131 | 11 | 愛しのフェア・ヘブン               | Fair Haven                  | 2000年1月12日  |
| 132 | 12 | 超進化惑星の煌き                   | Blink of an Eye             | 2000年1月19日  |
| 133 | 13 | 心に響く歌                         | Virtuoso                    | 2000年1月26日  |
| 134 | 14 | 虐殺の記憶                         | Memorial                    | 2000年2月2日   |
| 135 | 15 | 囚われのファイター                 | Tsunkatse                   | 2000年2月9日   |
| 136 | 16 | 遺棄されたボーグ                   | Collective                  | 2000年2月16日  |
| 137 | 17 | フェア・ヘブンの反乱               | Spirit Folk                 | 2000年2月23日  |
| 138 | 18 | 帰らざる時間                       | Ashes to Ashes              | 2000年3月1日   |
| 139 | 19 | 苦悩するボーグ・チャイルド         | Child's Play                | 2000年3月8日   |
| 140 | 20 | 自立への旅                         | Good Shepherd               | 2000年3月15日  |
| 141 | 21 | 宇宙詐欺師ダーラ                   | Live Fast and Prosper       | 2000年4月19日  |
| 142 | 22 | ヴォイジャーの神々                 | Muse                        | 2000年4月26日  |
| 143 | 23 | 帰ってきたケス                     | Fury                        | 2000年5月3日   |
| 144 | 24 | ジマーマン博士の屈辱               | Life Line                   | 2000年5月10日  |
| 145 | 25 | 呪われた12デッキ                   | The Haunting of Deck Twelve | 2000年5月17日  |
| 146 | 26 | 聖域ユニマトリックス・ゼロ パートI | Unimatrix Zero, Part I      | 2000年5月24日  |

### シーズン7
| #   | #  | 日本語版の題名                      | 原題                     | アメリカ放送日 |
| --- | -- | ----------------------------------- | ------------------------ | -------------- |
| 147 | 1  | 聖域ユニマトリックス・ゼロ パートII | Unimatrix Zero, Part II  | 2000年10月4日  |
| 148 | 2  | セブンの涙                          | Imperfection             | 2000年10月11日 |
| 149 | 3  | 愛の危機                            | Drive                    | 2000年10月18日 |
| 150 | 4  | 狙われたマキ                        | Repression               | 2000年10月25日 |
| 151 | 5  | 正義のドクター・スピリット          | Critical Care            | 2000年11月1日  |
| 152 | 6  | 幻の帰還計画                        | Inside Man               | 2000年11月8日  |
| 153 | 7  | セブンになったドクター              | Body and Soul            | 2000年11月15日 |
| 154 | 8  | 偽りのナイチンゲール                | Nightingale              | 2000年11月22日 |
| 155 | 9  | 裏切られたホログラム革命 パートI    | Flesh and Blood, Part I  | 2000年11月29日 |
| 156 | 10 | 裏切られたホログラム革命 パートII   | Flesh and Blood, Part II | 2000年11月29日 |
| 157 | 11 | 対決する時空                        | Shattered                | 2001年1月17日  |
| 158 | 12 | 母となる者の孤独                    | Lineage                  | 2001年1月24日  |
| 159 | 13 | 宿命の殺人星人                      | Repentance               | 2001年1月31日  |
| 160 | 14 | 預言の子                            | Prophecy                 | 2001年2月7日   |
| 161 | 15 | 略奪空間の怪人達                    | The Void                 | 2001年2月14日  |
| 162 | 16 | 人間改造惑星クアラ パートI          | Workforce, Part I        | 2001年2月21日  |
| 163 | 17 | 人間改造惑星クアラ パートII         | Workforce, Part II       | 2001年2月28日  |
| 164 | 18 | 人への歩み                          | Human Error              | 2001年3月7日   |
| 165 | 19 | 断絶するQ                           | Q2                       | 2001年4月11日  |
| 166 | 20 | 夢みるホログラム                    | Author, Author           | 2001年4月18日  |
| 167 | 21 | 終焉の星                            | Friendship One           | 2001年4月25日  |
| 168 | 22 | 原始惑星の人々                      | Natural Law              | 2001年5月2日   |
| 169 | 23 | 帰り行く処                          | Homestead                | 2001年5月9日   |
| 170 | 24 | 偽りのクルー                        | Renaissance Man          | 2001年5月16日  |
| 171 | 25 | 道は星雲の彼方へ パート1            | Endgame, Part I          | 2001年5月23日  |
| 172 | 26 | 道は星雲の彼方へ パート2            | Endgame, Part II         | 2001年5月23日  |

1. ↑  Netflixでは前エピソードとまとめられ、以下のエピソード番号はずれる
2. ↑  Netflixでは前エピソードとまとめられている

## 小説
テレビシリーズのノベライズ作品の他、独自ストーリーの作品も書かれている。邦訳版は角川スニーカー文庫より5冊発行、翻訳は全て山口智子。
- Endgame 著：Diane Carey
- 第1巻 惑星管理者 (ケアテイカー) Caretaker 著：L・A・グラフ
- 第5巻 フラッシュバック Flashback 著：D・ケアリー
- Day of Honor 著：Michael Jan Friedman, Jeri Taylor
- Equinox 著：Diane Carey
- 第2巻 脱出 The Escape 著：D・W・スミス、K・K・ラッシュ
- 第3巻 最終戦争領域 Ragnarok 著：N・アーチャー
- 第4巻 複合違反 Violations 著：S・ライト
- Mosaic 著：Jeri Taylor
- Pathways 著：Jeri Taylor
- Fire Ship 著：Diane L. Carey
- Captain Proton 著：Dean Wesley Smith
- The Badlands #2 著：Susan Wright

### 公式
- Star Trek: Voyager | Star Trek （英語）
- スター・トレック　ヴォイジャー｜STAR TREK／スター・トレック 公式サイト｜パラマウント - 日本版公式サイト

### 非公式
- Star Trek: Voyager - IMDb（英語）
- Star Trek: Voyager | Memory Alpha | Fandom （英語）
- 各話あらすじ - スーパー!ドラマTV